# Vauxhall Motors

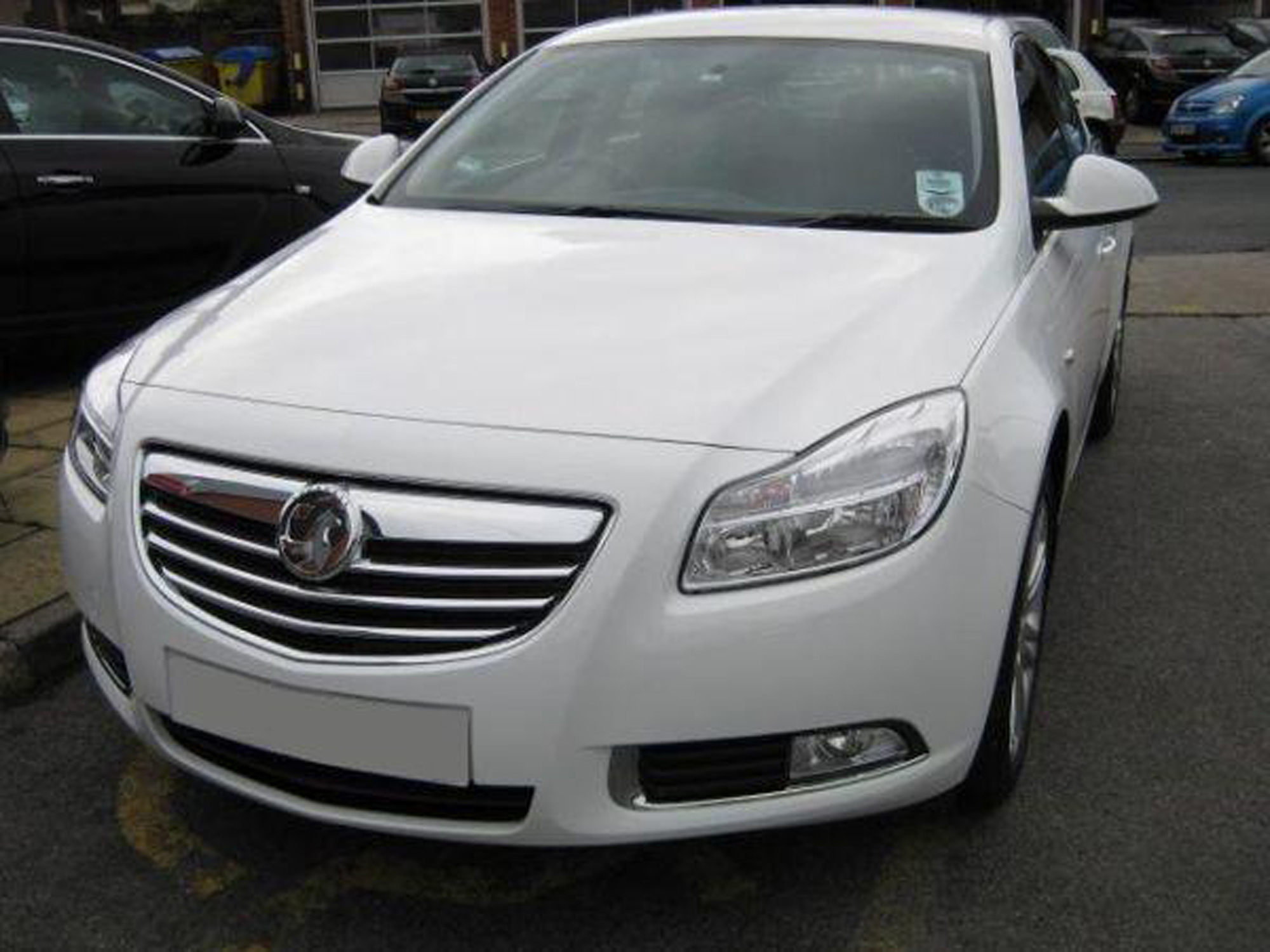
Vauxhall Insignia

Vauxhall Motors este un producător englez de automobile, aflat în proprietatea Peugeot. 

## Modele
- Corsa
- Astra
- Vectra
- Zafira
- GTC
- Monaro

Signum 